# Mike Weir
Michael Richard "Mike" Weir (født 12. maj 1970 i Brights Grove, Canada) er en canadisk golfspiller, der (pr. september 2010) står noteret for 15 sejre gennem sin professionelle karriere. Hans bedste resultat i en Major-turnering er hans sejr ved US Masters i 2003, hvor han blev den første canadier nogensinde til at vinde en Major.
Weir har 4 gange, i 2000, 2003, 2005 og 2007, repræsenteret Det internationale Hold ved Presidents Cup.